# Ель-Махра
Ель-Махра (араб. المهرة) - мухафаза в Ємені.
- Адміністративний центр - місто Ель-Гайда.

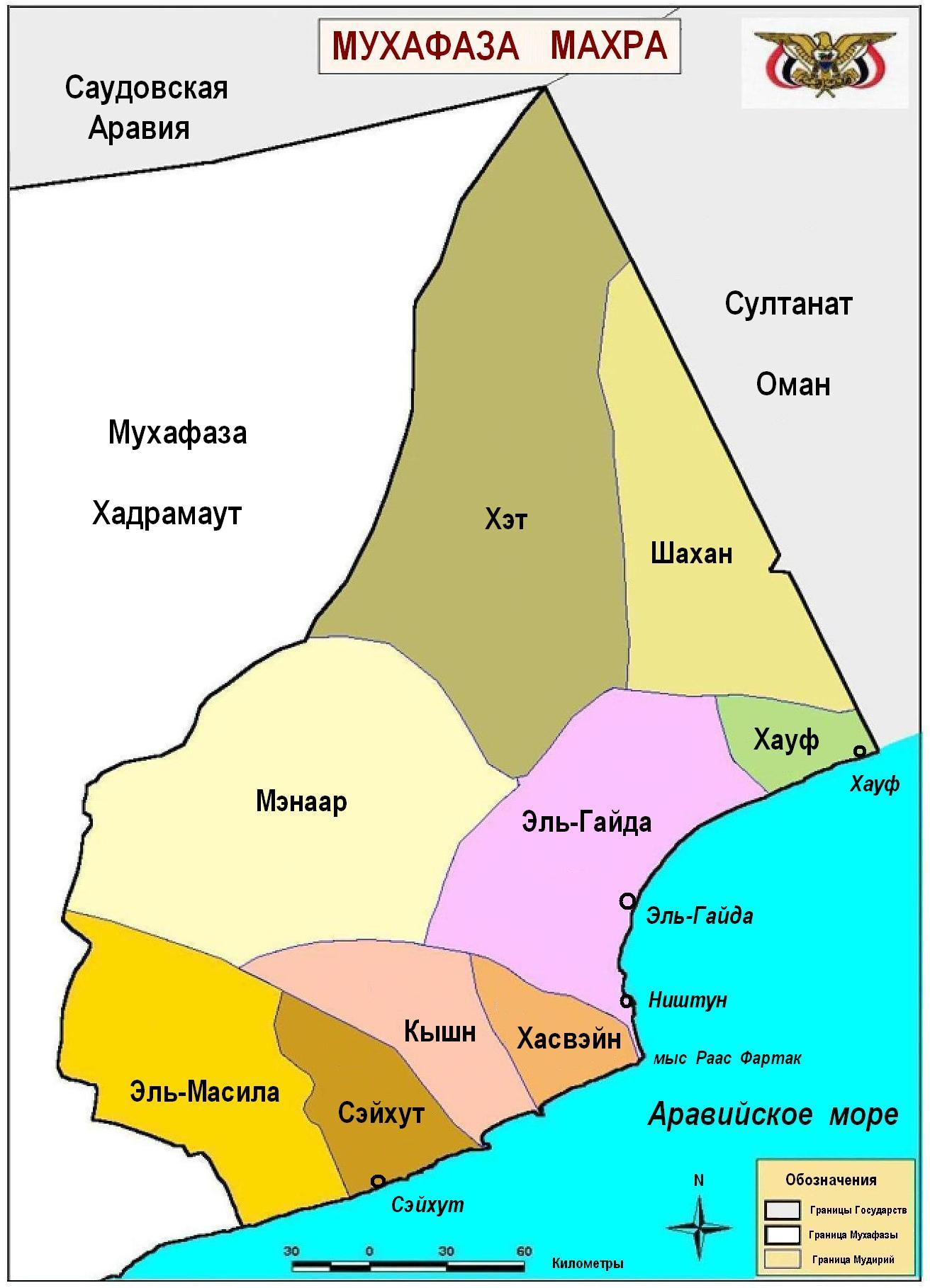
Поділ мухафази Махра на мудірійі.

- Площа становить 82405 км ².

## Географія
Розташована в східній частині країни Ємен. На заході межує з мухафазою Хадрамаут, на сході - з Оманом. На півдні омивається водами Аравійського моря. Географія Ель-Махри схожа з географією сусідній провінції Омана - Дофар. На півночі піднімаються гори Махрат висотою до 1300 м і тягнеться пустеля Руб-ель-Халі, узбережжя схильне сезонним мусонам, під час яких атмосфера стає вологою і туманною, а убога рослинність перетворюється на пишні долини і ліси.

### Мудірійі Ель-Махра
- Al Ghaydah
- Al Masilah
- Hat
- Hawf
- Huswain
- Man'ar
- Qishn
- Sayhus
- Shahan

## Населення
За даними на 2013 рік чисельність населення становить 127 308 осіб. Окрім арабської, населення провінції також розмовляє південноаравійскою мовою Мехрі.
Динаміка чисельності населення мухафази по рокам:
| 1988   | 1994   | 2004   | 2013    |
| ------ | ------ | ------ | ------- |
| 44 200 | 56 425 | 89 093 | 127 308 |